# Philip José Farmer
Philip José Farmer (Terre Haute, 26 gennaio 1918 – Peoria, 25 febbraio 2009) è stato uno scrittore e autore di fantascienza statunitense, attivo dalla seconda metà degli anni quaranta fino alla morte nel 2009.
Narratore eclettico, ironico e dissacrante, è noto per avere rotto il tabù del sesso in questo genere letterario con i suoi romanzi e i suoi racconti. Si è aggiudicato alcuni tra i maggiori riconoscimenti nel campo fantascientifico.

## Biografia
Nacque il 25 gennaio 1918 a North Terre Haute nell'Indiana da una famiglia benestante e puritana di origini inglesi, olandesi e irlandesi da parte di padre scozzesi e tedesche da parte di madre. Il nome "José" è un omaggio ad una nonna materna (di nome Jose), reso maschile dall'accento.
Cercò sfogo da un'infanzia difficile, a causa della rigida educazione puritana paterna, nella lettura di romanzi fantastici e d'avventura. A nove anni comincia a leggere i classici della Letteratura greca e i libri di Oz, l'anno seguente scopre la fantascienza, Edgar Rice Burroughs, Verne, Sherlock Holmes e I viaggi di Gulliver di Jonathan Swift. La vista di un dirigibile all'età di sei anni gli fa scoprire ed amare i mezzi volanti più leggeri dell'aria.
Alle scuole superiori, oltre ad avere buone doti letterarie dimostra anche buoni doti fisiche. Durante questi anni comincia a concepire le prime idee per il ciclo di romanzi che diventerà Il fabbricante di universi (The Maker of universes). Una volta diplomato nel 1937, si iscrive all'università del Missouri per studiare giornalismo, ma deve abbandonarla a causa della bancarotta dell'azienda del padre. Per due anni lavora come operaio in una centrale elettrica, in modo da permettere a suo padre di pagare i suoi debiti.
Nel 1939, risolta la questione finanziaria, si iscrive al corso di letteratura inglese, con specializzazione in filosofia al Bradley Polytechnical Institute di Peoria (Illinois). Vince una borsa di studio come premio di scrittura creativa, ma quando scopre che la vittoria è dovuta alle sue capacità di giocatore di football americano, abbandona la squadra.
Nel 1940 incontra Elizabeth Virginia Andre (l'attività di compravendita e ristrutturazione di case della moglie sarà parte delle ragioni dei frequenti spostamenti della coppia) che sposa l'anno dopo. Nel 1941 entra nell'Air Force come cadetto di aviazione, ma alla notizia dell'attacco a Pearl Harbor chiede di essere congedato dall'addestramento di pilota e torna dalla moglie a Peoria. Nel 1942 nasce il primo figlio Philip Laird e nel 1945 la secondogenita Kristen.
Nel 1946 riesce a pubblicare il suo primo racconto (una storia di guerra) O'Brien and Obrenov sulla rivista pulp Adventure.
Nel 1951 ritenta la strada della fantascienza e propone il racconto breve Un amore a Siddo o Gli amanti di Siddo (The Lovers) ad Astounding Science Fiction ed a Galaxy che lo rifiutano (il tema della relazione amorosa tra un umano e un'aliena era scabroso nell'America puritana e razzista degli anni cinquanta). Il racconto fu pubblicato sul numero di agosto 1952 di Startling Stories e proprio il tema lo rende il caso dell'anno, e nel 1953 ottiene il Premio Hugo come scrittore più promettente.
Sulla scia del successo degli Amanti di Siddo lascia il lavoro per dedicarsi a tempo pieno alla scrittura. Con il romanzo I Owe for the Flesh, primo germe del futuro "Ciclo del Mondo del Fiume", vince il concorso letterario indetto dall'editore Shasta, ma l'editore fallisce senza aver pagato i 4.000 dollari del premio e Farmer si ritrova sul lastrico. Per mantenere moglie e figli deve tornare ad un lavoro fisso. Negli anni successivi cambierà più volte residenza (Syracuse nello Stato di New York nel 1956, Scottsdale in Arizona nel 1958) e lavoro (facendo in genere lo scrittore tecnico per ditte di elettronica). Riesce comunque a pubblicare alcune opere, tra cui i primi racconti della serie di John Carmody (il primo di questi, Il frate e il giocatore – Attitudes –, viene pubblicato nel 1953) e il romanzo La rotta verde (The Green Odyssey, 1957, la storia di un astronauta naufragato su uno strano pianeta).
Nel 1959 Horace Gold, curatore di Galaxy, lo contatta per chiedergli di scrivere un romanzo con tema legato al sesso per una nuova collana di libri e Farmer scrive e pubblica l'anno dopo Il figlio del sole (Flesh), la storia di un capitano d'astronavi e del suo equipaggio che tornano sulla Terra dopo un viaggio in ibernazione durato 800 anni e trovano la cultura del pianeta profondamente cambiata, con l'abbandono della tecnologia e un ritorno ai culti della fertilità (il romanzo si rifà alle teorie espresse da James Frazer ne Il ramo d'oro).
La fortuna finalmente sorride a Farmer, che ricomincia a pubblicare regolarmente e, a partire dal 1964, riesce finalmente a mantenersi con il suo lavoro di scrittore. Nel 1965 si trasferisce a Beverly Hills e pubblica Il fabbricante di universi (The Maker of Universes), il primo libro del ciclo omonimo: il professore di storia Robert Wolf suona un corno ritrovato in una vecchia casa e si ritrova catapultato in un altro universo, strutturato a forma di zigurrat, dove ritorna alla forma fisica della giovinezza.
Nel 1968 vince un secondo premio Hugo con il romanzo breve Il salario purpureo (Riders of the Purple Wage), pubblicato l'anno prima nell'importante antologia Dangerous Visions.
Nel 1970 si trasferisce di nuovo a Peoria (Illinois). Nel 1971 riesce finalmente a pubblicare Il fiume della vita (To Your Scattered Bodies Go), una versione riveduta di I Owe for the Flesh, il romanzo che Shasta avrebbe dovuto pubblicare anni prima.

## L'opera
L'opera di Farmer può essere definito di "metaletteratura", avendo l'autore lungo tutta la sua opera continuamente rielaborato temi derivanti dalla letteratura popolare e avventurosa (ma anche da classici quali I viaggi di Gulliver o l'Odissea) mediante pastiche, che talvolta diventano vere e proprie riscritture (come nel caso di Il diario segreto di Phileas Fogg) in cui riscrive Il giro del mondo in 80 giorni trasformandolo nello scontro tra due fazioni aliene per il possesso della Terra.
Oltre alla letteratura, i temi ricorrenti dell'autore sono il sesso e l'avventura pura, ma anche la psicologia e la religione, che di norma fonde in costruzioni molto complesse.
Considerato da più parti uno dei massimi "scenografi" ed etnologi della fantascienza, Farmer ha costruito universi assolutamente alieni che è riuscito a caratterizzare nella loro perfetta alterità con un numero ridotto di pennellate, talvolta perfino in brevi racconti (come nei racconti appartenenti all'antologia Relazioni aliene o nel romanzo Venere sulla conchiglia).
Peraltro, la scrittura di Farmer è spesso arruffata e affrettata, priva di una grande cura letteraria (al punto di scordare personaggi di contorno qua e là nei romanzi) e per questo raramente l'autore è apprezzato dagli amanti della bella pagina. D'altro canto, invece, l'autore è apprezzato da un enorme pubblico che bada più all'emozione e al coinvolgimento che sa comunque suscitare.
Tra le sue opere più famose non si possono non citare il ciclo del Mondo del Fiume (criticato dai fondamentalisti cristiani perché vi compare tra i "risorti" anche Gesù Cristo) e quello dei Fabbricanti di universi, a cui aggiungere i romanzi Un amore a Siddo, Notte di luce e Venere sulla conchiglia (originariamente pubblicato con il nome Kilgore Trout, ispirato a un personaggio di Kurt Vonnegut).

## Riconoscimenti
- Premio Hugo 1953 per il "Più promettente nuovo talento"
- Candidato al premio Hugo 1960 per il racconto Un dio dal passato
- Candidato al premio Hugo 1961 per Il fratello di mia sorella
- Candidato al premio Hugo 1966 per The Day of the Great Shout (pubblicato in Italia all'interno de Il fiume della vita)
- Candidato al premio Nebula 1967 per Il salario purpureo
- Premio Hugo come "Miglior romanzo breve" 1968 per Il salario purpureo
- Premio Hugo per il "Miglior romanzo" 1972 con Il fiume della vita
- Candidato al premio Nebula 1974 per Dopo la caduta di King-Kong
- Candidato al premio Hugo 1974 per Tra le rovine della mia mente
- Premio Grand Master alla carriera 2001

## Opere

### Ciclo dei fabbricanti di universi (The World of Tiers)
In ordine di scrittura
- Il fabbricante di universi (The Maker of Universes, Ace, #F-367, 1965), traduzione di Ugo Malaguti, Galassia n. 74, La Tribuna 1967; ristampa in Fabbricanti di universi Cosmo Oro n. 15, Editrice Nord 1974
- I cancelli dell'universo (The Gates of Creation, Ace, #F-412, 1966), traduzione di Vittorio Varacca, Galassia n. 157, La Tribuna 1972; 1ª ristampa in Fabbricanti di universi Cosmo Oro n. 15, Nord 1974; 2ª ristampa all'interno de Il nostro uomo per Ganimede, Bigalassia 44, La Tribuna, 1979
- Un universo tutto per noi (A Private Cosmos, Ace, #G-724, 1968), traduzione di Luigi Dancelli, Galassia n. 103, La Tribuna 1969; 1ª ristampa in Un universo tutto per noi, Bigalassia n. 7, La Tribuna, 1971; 2ª ristampa in Fabbricanti di universi, Cosmo Oro n. 15, Nord 1974;
- Le muraglie della Terra (Behind the Walls of Terra, Ace, n. 71135, 1970), traduzione di Giampaolo Cossato, in Fabbricanti di universi, Cosmo Oro n. 15, Nord 1974;
- Il mondo di Lavalite, (The Lavalite World, Ace 47420-9, 1977) traduzione di Roberta Rambelli, Cosmo Oro n. 39, Editrice Nord 1979
- La rabbia di Orc il Rosso (Red Orc's Rage, Tor, 1991), traduzione di Carlo Borriello, Il libro d'oro della fantascienza n. 81, Fanucci 1995. Libro collegato alla serie (ne sfrutta uno dei personaggi come strumento psicologico)
- La macchina della creazione (More Than Fire, Tor, 1993), traduzione di Gianluigi Zuddas, Cosmo Oro n. 141, Editrice Nord 1994

### Ciclo del Mondo del Fiume (Riverworld)
In ordine di scrittura
- Il fiume della vita (To Your Scattered Bodies Go, Putnam, 1971), traduzione di Gabriele Tamburini, Cosmo Argento n. 8, Editrice Nord 1971; 1ª ristampa in cofanetto Grandi Cicli n. 2, Editrice Nord 1983; 2ª ristampa in Riverworld. Il Mondo del Fiume. Libro Primo, Grandi Opere n. 21, Editrice Nord 1992; 3ª ristampa Urania n. 1205, Arnoldo Mondadori Editore 1993; 4ª ristampa Oscar Fantascienza n. 115, Arnoldo Mondadori Editore 1994
- Alle sorgenti del fiume (The Fabulous Riverboat, prima pubblicazione sulla rivista If, giugno e agosto 1971, 1ª edizione in libro Putnam 1971), traduzione di Gabriele Tamburini, Cosmo Argento n. 20, Editrice Nord 1972; 1ª ristampa in cofanetto Grandi Cicli n. 2, Editrice Nord 1983; 2ª ristampa in Riverworld. Il Mondo del Fiume. Libro Primo, Grandi Opere n. 21, Editrice Nord 1992; 3ª ristampa Urania n. 1212, Arnoldo Mondadori Editore 1993; 4ª ristampa Oscar Fantascienza n. 120, Arnoldo Mondadori Editore 1994
- Il grande disegno (The Dark Design, Putnam, 1977), traduzione di Roberta Rambelli, Cosmo Argento n. 77/78, Editrice Nord 1978; 1ª ristampa in cofanetto Grandi Cicli n. 2, Editrice Nord 1983; 2ª ristampa in Riverworld. Il Mondo del Fiume. Libro Primo, Grandi Opere n. 21, Editrice Nord 1992; 3ª ristampa Urania n. 1222, Arnoldo Mondadori Editore 1994
- Il labirinto magico (The Magic Labyrinth, Putnam, 1980), traduzione di Roberta Rambelli, Cosmo Argento n. 113/114, Editrice Nord 1981; 1ª ristampa in cofanetto Grandi Cicli n. 2, Editrice Nord 1983; 2ª ristampa in Riverworld. Il Mondo del Fiume. Libro Secondo, Grandi Opere n. 21, Editrice Nord 1992; Urania n. 1230, Arnoldo Mondadori Editore 1994; Bestseller Oscar n. 583, Arnoldo Mondadori Editore 1995
- Gli dei del Fiume (The Gods of Riverworld, Phantasia Press, 1983), traduzione di Giampaolo Cossato e Sandro Sandrelli, Cosmo Argento n. 162, 1985; 1ª ristampa in Riverworld. Il Mondo del Fiume. Libro Secondo, Grandi Opere n. 21, Editrice Nord 1992; 3ª ristampa Urania n. 1248, Arnoldo Mondadori Editore 1995; 4ª ristampa Bestsellers Oscar n. 657, Arnoldo Mondadori Editore, 1996
- Raccolta di racconti, il primo dei quali ambientato nel mondo del fiume, Il mondo di Philip José Farmer (Riverworld and Other Stories, Berkley, 1979), traduzione di Roberta Rambelli, SF Narrativa d'Anticipazione n. 24, Editrice Nord 1981; contiene:
  - Riverworld (Riverworld, sulla rivista Worlds of Tomorrow, gennaio 1966)
  - Il vulcano (The Volcano, sulla rivista The Magazine of Fantasy and Science Fiction, febbraio 1976)
  - Il problema del ponte delicato (tra le altre cose) (The Problem of the Sore Bridge - Among Others, sulla rivista The Magazine of Fantasy and Science Fiction, febbraio 1975)
  - Brass e Gold. Ovvero: Cavallo e Zeppelin a Beverly Hills (Brass and Gold (or Horse and Zeppelin in Beverly Hills) nell'antologia Quark/4, 1971)
  - La voce del sonar nella mia appendice vermiforme (The Voice of the Sonar in My Vermiform Appendix, nell'antologia Quark/2, 1971)
  - Monologo (Monologue, nell'antologia Demon Kind, 1973)
  - Il Fantasma delle fogne (The Phantom of the Sewers in Riverworld and Other Stories, 1979)
- Raccolta di racconti Gli avventurieri di Riverworld, traduzione di Piergiorgio Nicolazzini, Cosmo Argento n. 247, Editrice Nord 1994; contiene:
  - Parte prima (Crossing the Dark River in Tales of Riverworld, Warner Questar, 1992)
  - Parte seconda (Up the Bright River in Quest to Riverworld, Warner Questar, 1993)
  - Coda (Coda in Quest to Riverworld, Warner Questar, 1993)

Nota: Tales of Riverworld e Quest to Riverworld sono due antologie che raccolgono racconti ambientati del ciclo del mondo del fiume scritti da autori diversi da Farmer (eccetto che per i tre racconti citati che sono stati raccolti in questa antologia). I rimanenti racconti sono inediti in italiano.
Nel 2003 è stato prodotto un film per la televisione basato su Il fiume della vita intitolato Riverworld - Il popolo del fiume (Riverworld), diretto da Kari Skogland e sceneggiato da Stuart Hazeldine. Nel 2010 è stato prodotto un secondo film per la televisione intitolato Riverworld (Riverworld), diretto da Stuart Gillard. Pur derivando l'ambientazione e alcuni dei personaggi dal ciclo farmeriano, nessuno dei due film appare direttamente in continuità col ciclo stesso, al punto che solo alcuni dei personaggi originali vi appaiono e talvolta con ruoli diversi (è il caso di Burton che nel primo dei due film diventa un "cattivo").

### Ciclo di Dayworld (Dayworld)
In ordine di scrittura
- Il sistema "Dayworld" (Dayworld, SFBC, 1985), traduzione di Giampaolo Cossato e Sandro Sandrelli, Cosmo Argento n. 168, Editrice Nord 1986; 1ª ristampa nella raccolta La trilogia di Dayworld, Tascabili Omnibus, Editrice Nord 1994; 2ª ristampa Classici Urania n. 298, Arnoldo Mondadori Editore, 1992
- Il ribelle di Dayworld (Dayworld Rebel, Berkley/Putnam, 1987), traduzione di Gianluigi Zuddas, Cosmo Argento n. 185, Editrice Nord 1987; 1ª ristampa nella raccolta La trilogia di Dayworld, Tascabili Omnibus, Editrice Nord 1994;
- La caduta di Dayworld (Dayworld Breakup, Tor, 1990), traduzione di Nicola Fantini, Cosmo Argento n. 210, Editrice Nord 1990; 1ª ristampa nella raccolta La trilogia di Dayworld, Tascabili Omnibus, Editrice Nord 1994;

### Ciclo di Opar (Tarzan's Africa)
In ordine di scrittura
- Opar, la città immortale (Hadon of Ancient Opar, DAW n. 100, 1974), traduzione di Lidia Lax e Diana Georgiacodis, Oscar Fantasy n. 2, Arnoldo Mondadori Editore 1989
- Fuga a Opar (Flight to Opar, DAW n. 197, 1976), traduzione di Lidia Lax e Diana Georgiacodis, Oscar Fantasy n. 8, Arnoldo Mondadori Editore 1990

### Exorcism Trilogy
In ordine di scrittura
- L'immagine della bestia (The Image of the Beast, Essex House, 1968), traduzione di Luigi Giambonelli, Collana Blu, Olimpia Press 1972; 1ª ristampa, Economica Tascabile n. 22, Fanucci 1994
- Nelle rovine della mente (Blown Essex House, 1969) traduzione di Luigi Giambonelli, Collana Blu, Olimpia Press 1973; 1ª ristampa, Economica Tascabile n. 32, Fanucci Editore, 1995;
- Primo contatto (Traitor to the Living, Ballantine, 1973), traduzione di Giampaolo Cossato e Sandro Sandrelli, Cosmo Argento n. 41, Editrice Nord 1975; 1ª ristampa Tascabili Fantascienza, Editrice Nord 1993

### Wold Newton
In ordine di scrittura
- Festa di morte (A Feast Unknown, Essex House, 1969) traduzione di Federico Valli, Gamma. [Il Fantalibro]. I Capolavori della Fantascienza n. 11, De Carlo Editore, 1972.
- Lord of the Trees, Ace, 1970. (inedito in italiano)
- The Mad Goblin, Ace, 1970. (inedito in italiano)
- Lord Tyger (Lord Tyger, Doubleday, 1970) in I Massimi della Fantascienza n. 29, Arnoldo Mondadori Editore, 1992.
- Tarzan Alive: A Definitive Biography of Lord Greystoke, Doubleday, 1972. (inedito in italiano)
- Doc Savage: una biografia apocalittica (Doc Savage: His Apocalyptic Life, Doubleday, 1972) in I Massimi della Fantascienza n. 29, Arnoldo Mondadori Editore, 1992.
- Il diario segreto di Phileas Fogg (The Other Log of Phileas Fogg, 1973) traduzione di Riccardo Valla, Urania n. 1140, Arnoldo Mondadori Editore, 1990. 1ª ristampa, Classici Urania n. 263, Arnoldo Mondadori Editore, 1999.
- The Adventures of the Peerless Peer, Aspen Press, 1974. (inedito in italiano)
- A Barnstormer in Oz, Phantasia Press, 1982. (inedito in italiano)

### Il precursore
In ordine di scrittura

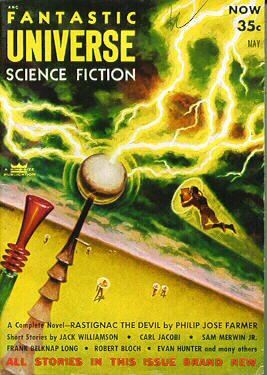
Rastignac the Devil è stato presentato in copertina nel numero di marzo 1954 di "Fantastic Universe".

Si tratta non già di un vero e proprio ciclo quanto di una serie di quattro opere (due romanzi, una novelette e un racconto) ambientati nello stesso universo ma totalmente indipendenti tra loro.
- Rastignac il maligno (Rastignac the Devil, nella rivista Fantastic Universe maggio 1954), traduzione di Ugo Fossati, Gamma n. 4, De Carlo Editore, 1966; 2ª traduzione di Valentino De Carlo, Nebula n. 2, De Carlo Editore, 1973 (Anche se del tutto separato, appartiene allo stesso universo narrativo di Gli amanti di Siddo, Gli anni del Precursore e del racconto La figlia del Comandante.)
- Gli anni del precursore (A Woman a Day, Galaxy-Beacon 291, 1960; originariamente pubblicata come Moth and Rust in Startling Stories giugno 1953; pubblicata anche come The Day of Time Stop e Time Stop!), traduzione di Ugo Malaguti, Galassia n. 94, La Tribuna 1968; 1ª ristampa in Bigalassia n. 7, La Tribuna, 1971; 2ª ristampa Urania n. 1018, Arnoldo Mondadori Editore 1986; 3ª ristampa in I Massimi della Fantascienza n. 29, Arnoldo Mondadori Editore 1992; 4ª ristampa Classici Urania n. 246; Arnoldo Mondadori Editore 1997.
- Gli amanti di Siddo (The Lovers, 1961), come Un amore a Siddo Science Fiction Book Club, La Tribuna, traduzione di Gianni Fabrizi, 1966; Science Fiction Book Club 53, La Tribuna, 1978; Cosmo Serie Oro. Classici della Narrativa di Fantascienza 119, Nord, traduzione di Riccardo Valla, 1991; Urania Collezione 063, Arnoldo Mondadori Editore, 2008 (sempre con la traduzione di Valla).
- Come diventare dio e godersela (The God Business, 1954), nell'antologia Un dio dal passato [ed altri romanzi brevi], traduzione di Roberta Rambelli, Futuro. I pocket di fantascienza, Ubaldo Fanucci Editore, 1972; Sidera nello spazio e nel tempo, Fanucci Editore, 1982.

### Altri romanzi
In ordine di scrittura
- Pianeta in via di sviluppo (The Green Odissey, Ballantine, 1957), traduzione di Gianni Aimach, Slan 2, Libra 1970; traduzione di Barbara Piccioli, Classici Urania n. 234 con il titolo La rotta verde, 1996
- Il figlio del sole (Flesh, Galaxy-Beacon n. 277, 1960), traduzione di Gabriele Tamburini, Cosmo Argento n. 16, Editrice Nord 1972; 1ª ristampa Tascabili Fantascienza, Editrice Nord 1992
- Il segreto del tempo (Cache from Outer Space, Ace 1962), traduzione di Roberta Rambelli, Saturno. Collana di fantascienza 2, Libra Editrice, 1977
- L'inferno a rovescio (Inside-Outside, Ballantine, 1964), traduzione di Roberta Rambelli, Galassia n. 61, La Tribuna 1966; 1ª ristampa I Classici di Urania n. 113, Arnoldo Mondadori Editore 1986; 2ª ristampa in I Massimi della Fantascienza n. 29, Arnoldo Mondadori Editore 1992;
- Il tempo dell'esilio (Tongues of the Moon, Pyramid 1964), traduzione di Ugo Malaguti, Slan. Il Meglio della Fantascienza n. 19, Libra Editrice, 1973
- Una questione di razza (Dare, Ballantine, 1965), traduzione di Maurizio Cesari, Galassia n. 131, Casa Editrice La Tribuna, 1970
- Canzone d'amore (Love Song, Brandon House, 1970), traduzione di Luigi Giambonelli, Olympia Press Italia, 1974
- Si sveglia il dio di pietra (The Stone God Awakens, Ace, 1970) traduzione di Maurizio Nati e Sandro Pergameno, Futuro. Biblioteca di Fantascienza n. 16, Fanucci Editore, 1975
- Pianeta d'aria (The Wind Whales of Ishmael, 1971) traduzione di Alfredo Pollini, Futuro. Biblioteca di Fantascienza n. 37, Fanucci Editore, 1978. 1ª ristampa, Biblioteca di Fantascienza n. 4, Fanucci Editore, 1988, Urania Collezione n. 251
- L'ultimo dono del tempo (Time's Last Gift, Ballantine, 1972) traduzione di Ugo Malaguti, Slan. Il Meglio della Fantascienza n. 22, Libra Editrice, 1974
- Venere sulla conchiglia (Venus on the Half-Shell, 1974 - inizialmente pubblicato sotto lo pseudonimo Kilgore Trout), traduzione di Angela Campana, Urania n. 693, Arnoldo Mondadori Editore, 1976. 1ª ristampa, Omnibus, Arnoldo Mondadori Editore, 1979 (col titolo Lo spaziale errante). 2ª ristampa Classici Urania n. 87, Arnoldo Mondadori Editore, 1984. 3ª ristampa, in Urania Collezione n. 015, Arnoldo Mondadori Editore, 2004.
- Cristo marziano (Jesus on Mars, Pinnacle, 1978) traduzione di Riccardo Valla, Fantascienza Book Club n. 1, Sevagram, 1984. 1ª ristampa Classici Urania n. 175, Arnoldo Mondadori Editore, 1991
- Il sole nero (Dark Is the Sun, Del Rey, 1979) traduzione di Roberta Rambelli, Cosmo. Collana di Fantascienza n. 124/125, Editrice Nord, 1982
- Roger Two Hawks (Two Hawks from Earth, 1979) traduzione di Nicoletta Vallorani, Cosmo Argento 156, Nord 1985; Tascabili Fantascienza, Nord 1994
- Il distruttore (The Unreasoning Mask, Putnam, 1981) traduzione di Giampaolo Cossato e Sandro Sandrelli, Cosmo. Collana di Fantascienza n. 147, Editrice Nord, 1984. 1ª ristampa, Tascabili Fantascienza, Editrice Nord, 1992
- Escape from Loki, Bantam, 1991. (inedito in italiano)
- The Caterpillar's Question, in collaborazione con Piers Anthony, Berkley, 1992 (inedito in italiano)

### Romanzi non di fantascienza
In ordine di scrittura
- Fire and the Night, Regency, 1962 (inedito in italiano)
- Un mestiere difficile (Nothing burns in Hell, Tor, 1998), Giallo Mondadori n. 2688, Arnoldo Mondadori Editore, 2000.
- The Dark Heart of Time: a Tarzan Novel, Del Rey, 1999. (inedito in italiano)

#### Antologie
In ordine di prima pubblicazione
- Relazioni aliene (Strange Relations, Ballantine, 1960), traduzione di Alfredo Pollini, Futuro. Biblioteca di Fantascienza n. 3, Fanucci. Contiene:
  - Padre (Father)
  - Madre (Mother)
  - Figlia (Daughter)
  - Figlio (Son - pubblicato originariamente come Queen of the Deep)
  - Il fratello di mia sorella (My Sister's Brother, pubblicato originariamente come Open to Me, My Sister)
- Un dio dal passato (The Alley God, Ballantine, 1962), traduzione di Roberta Rambelli, I Pocket di Fantascienza n. 2, Fanucci 1972; 1ª ristampa Sidera nello spazio e nel tempo n. 2, Fanucci 1982. Contiene:
  - Un dio dal passato (The Alley Man)
  - La figlia del comandante (The Captain's Daughter)
  - Come diventare dio e godersela (The God Business)
- Notte di luce, traduzione di Riccardo Valla, Galassia 125, La Tribuna 1970; ristampa Cosmo Oro n. 22, Editrice Nord 1976. Raccolta dei racconti di padre John Carmody in modo da formare un unico romanzo.

#### Racconti
In ordine di prima pubblicazione
- Mordi il prossimo tuo oppure Una scodella più grande della Terra (A Bowl Bigger Than Earth, If, settembre 1967) traduzione di Hilja Brinis, Il primo libro delle metamorfosi, Urania n. 482, Arnoldo Mondadori Editore, 1968; 2ª traduzione di Andrea Terzi, La grande avventura, Mistral n. 6, Rizzoli, 1989
- Fra le rovine della mia mente (Sketches Among the Ruins of My Mind, Nova 3, 1973) traduzione di Paolo Busnelli, Robot n. 26, Armenia Editore, 1978; 1ª ristampa, raccolta Robot n. 12, 1979; traduzione di Andre Terzi Vagando tra le rovine della mia mente, Mistral n. 6, Rizzoli, 1989
- Dopo la caduta di King Kong (After King Kong Fell, Omega 1973) traduzione di Paolo Busnelli, I Libri della Paura n. 15, SIAD Edizioni, 1980; 2ª traduzione di Andrea Terzi La grande avventura, Mistral n. 6, Rizzoli, 1989; 1ª ristampa, Mostri del cielo e della terra, Urania n. 1155, Arnoldo Mondadori Editore, 1991; 2ª ristampa, Millemondi Primavera 1999: Creature dello spazio profondo, Millemondi n. 19, Arnoldo Mondadori Editore, 1999
- Il problema del ponte delicato (tra le altre cose) oppure Il problema del ponte dolorante (The Problem of the Sore Bridge... Among others - scritto con lo pseudonimo di Harry Manders - Fantasy & Science Fiction, settembre 1975) traduzione di Roberta Rambelli, SF Narrativa d'Anticipazione n. 24, Editrice Nord, 1981; 2ª traduzione di Marco Pinna, Sherlock Holmes nel tempo e nello spazio, Arnoldo Mondadori Editore, 1990
- Un bozzetto di Scarletin (A Scarletin Study - scritto con lo pseudonimo di Jonathan Swift Somers III - Fantasy & Science Fiction, marzo 1975) traduzione di Maura Arduini, Sherlock Holmes nel tempo e nello spazio, Arnoldo Mondadori Editore, 1990